# La soupe aux choux
La Soupe aux Choux (vertaald: "De koolsoep") is een Franse film uit 1981 geregisseerd door Jean Girault en gebaseerd op de gelijknamige roman van René Fallet. De hoofdrollen worden vertolkt door Louis de Funès, Jean Carmet en Jacques Villeret.

## Verhaal
Claude Ratinier (Louis de Funès) is een oude boer. Zijn beste kameraad is zijn overbuur Francis Chérasse (Jean Carmet). Beiden zijn de laatste levende telgen van hun stamboom. Ze leven ouderwets en zijn totaal niet meegegaan met de moderne tijd. Hun dagen brengen ze door met het drinken van alcoholische dranken en het eten van koolsoep. 's Avonds zijn ze dronken en hebben ze door de alcohol en de kool last van hevige flatulentie.
Op een nacht is de winderigheid van Claude zo erg dat het een buitenaards wezen (Jacques Villeret) aantrekt. Claude verwelkomt het wezen, dat alleen kan communiceren met sirene-geluiden, en verneemt dat het afkomstig is van de planeet Oxo waar de inwoners 200 jaar oud worden en zonder zorgen leven. Wanneer het ruimtewezen enkele uren later vertrekt, geeft Claude het als afscheidscadeau een grote pot van zijn koolsoep.
De bewoners van Oxo vinden de soep zo goed dat het ruimtewezen nog enkele keren op bezoek komt en mettertijd Frans leert. Uit dank wekt het wezen de overleden vrouw van Claude weer tot leven - maar dan zoals zij was op twintigjarige leeftijd. Ze ziet een leven met de oude Claude echter niet zitten en vertrekt enkele dagen later met een jongeman naar Parijs. Nog later verricht het wezen een ander wonder: het maakt van 1 gouden munt enkele honderden anderen waardoor Claude schatrijk wordt. Uiteindelijk stelt het wezen voor dat Claude en Francis verhuizen naar Oxo, maar de mannen zien dat niet zitten.
Niet veel later kondigt de burgemeester een nieuw bouwproject aan, dat op de gronden van Claude en Francis zal worden gebouwd. Omdat zij niet willen verhuizen, worden de nieuwe, moderne woningen rondom hun eerder vervallen huizen gezet waardoor ze helemaal ingesloten komen te zitten. Al snel worden ze beschouwd als de dorpsgekken.
Hierop kan Claude Francis toch overtuigen om mee te reizen naar Oxo. Voor hun vertrek stuurt Claude de gouden muntstukken op naar zijn weggelopen vrouw. De film eindigt met Claude, Francis en het ruimtewezen die zich in een buitenaards ruimteschip in het heelal bevinden waar ze uitbundig leven en drinken. Tegelijk worden, door een ander ruimteschip, de huizen van beide heren met grond en al meegenomen naar Oxo.

## Rolverdeling
| Acteur           | Personage          |
| ---------------- | ------------------ |
| Louis de Funès   | Claude Ratinier    |
| Jean Carmet      | Francis Chérasse   |
| Jacques Villeret | hoofdober          |
| Christine Dejoux | Francine           |
| Marco Perrin     | Burgemeester       |
| Henri Génès      | politieman         |
| Claude Gensac    | Amélie Poulangeard |

## Trivia
- Oxo is ook een merknaam van etenswaren zoals bouillonblokjes en bouillon-siroop.